# Sự kiện UFO Brasil 1986

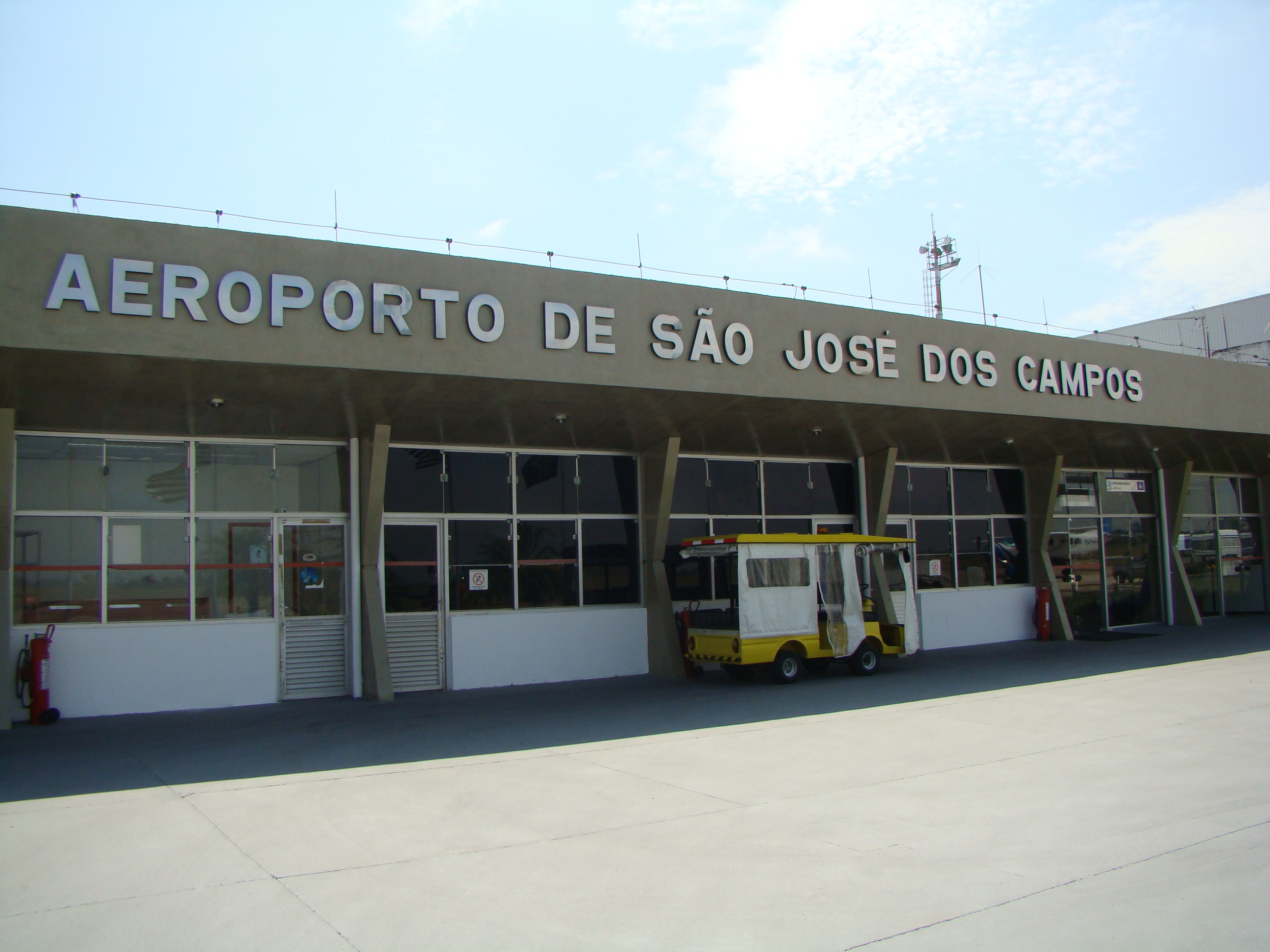
Aeroporto Internacional Professor Urbano Ernesto Stumpf, nơi người dân địa phương nhìn thấy những vật thể bay không xác định đầu tiên.

Vào ngày 19 tháng 5 năm 1986, một loạt liên lạc bằng radar và hình ảnh vật thể bay không xác định (UFO) đã diễn ra trên khắp các bang São Paulo, Rio de Janeiro, Minas Gerais và Goiás của Brasil được người dân địa phương gọi là "Đêm của UFO".

## Diễn biến
Khoảng 8 giờ 15 phút tối BRT vào ngày 19 tháng 5 năm 1986, Sérgio Mota da Silva, nhân viên kiểm soát không lưu tại Sân bay São José dos Campos (SJK), đã phát hiện ra ba ánh đèn sáng lơ lửng tại sân bay trên bầu trời đêm và Sân bay Quốc tế Guarulhos phát hiện ra những liên lạc ở vùng lân cận của São José dos Campos. Sérgio quan sát các vật thể bằng một cặp ống nhòm, nhận thấy rằng chúng dường như phát ra ánh sáng màu đỏ tươi, nhưng thường đổi màu thành vàng, lục và giống cam. Làm mờ đèn đường băng, anh ta bất chợt nhận thấy rằng các vật thể này xem ra tiến đến sân bay, di chuyển ra xa khi ánh đèn tăng trở lại.
Lúc 9 giờ 08 phút tối BRT, một chiếc máy bay EMB 121 Xingu, tín hiệu gọi PT-MBZ, đang trên đường tới SJK từ Brasília, báo cáo đã nhìn thấy đèn đỏ sáng ở hướng tâm 150 thuộc VOR của SJK, gần bờ biển đang di chuyển từ đông sang tây. Chiếc máy bay này do Đại tá Ozires Silva, người sáng lập Embraer cầm lái vốn đang trở về sau cuộc gặp với Tổng thống José Sarney và là nhân vật sẽ nhậm chức chủ tịch Petrobras vào ngày hôm sau. Theo Ozires, nhóm vật thể này trông giống như "những ngôi sao lớn màu đỏ". Sau đó, anh ta tiếp tục, theo cách riêng của mình, cố gắng tiếp cận chúng nhưng không thành công.
Đến 9 giờ 39 phút tối BRT. Căn cứ Không quân Santa Cruz đã được đặt trong tình trạng báo động do sự hiện diện của một số biểu đồ radar không xác định xung quanh São José dos Campos. Khoảng nửa giờ sau, Căn cứ Không quân Anápolis báo cáo về việc phát hiện tiếng vang của radar ở hướng tâm 270 của VOR, khiến căn cứ không quân cũng được đặt trong tình trạng báo động. Các liên lạc radar mà Anápolis thu được không bị Trung tâm Điều hành Quân sự (COpM) đặt tại CINDACTA I phát hiện.
Vào lúc 10 giờ 27 phút tối, một chiếc F-5E thuộc 1º/1ºGAvCa "Jambock", tín hiệu gọi JB17, đã xuất kích từ Căn cứ Không quân Santa Cruz, cất cánh chỉ bảy phút sau đó. Phi công, đang tiếp cận ở độ cao 17.000 feet, báo cáo đã phát hiện ra biểu đồ radar và nhìn thấy ánh sáng trắng bên dưới mức của nó, sau đó tiếp tục leo lên, đều đặn duy trì khoảng cách 10–12 dặm và 10° phía trên máy bay của anh ta cho đến khi nó đạt 33.000 feet. Trong khoảng thời gian này, phi công báo cáo rằng đèn chuyển từ trắng sang đỏ, xanh lục rồi lại trắng. Đối tượng đã được theo về phía biển cho đến khi nó là khoảng 180 dặm từ Santa Cruz, khi F-5 đạt nhiên liệu cực đại và phải quay trở lại căn cứ.
Lúc 10 giờ 48 phút, Căn cứ Không quân Anápolis đã cho cất cánh máy bay tiêm kích Mirage 2000 Liên đoàn Phòng không số 1 "Jaguar", tín hiệu gọi JG116, cuối cùng đã thu được 5 liên lạc radar nhưng không có liên lạc trực quan. Có lúc chiếc Mirage đã xoay sở hòng tiếp cận trong vòng 2 dặm từ một trong những tín hiệu liên lạc có chuyển động dường như biểu thị ngoằn ngoèo và rẽ 90 độ, trước khi nó nhanh chóng di chuyển ra xa bất chấp tốc độ siêu thanh của máy bay tiêm kích. Trong một cuộc phỏng vấn năm 1993 với TV Globo, phi công đã ước tính vận tốc của vật thể là Mach 15.

Một chiếc Mirage 2000 của Brasil thuộc Liên đoàn Phòng không số 1

Đến 10 giờ 50 phút tối, một chiếc F-5E thứ hai, tín hiệu gọi JB07, cất cánh từ Santa Cruz, báo cáo liên lạc bằng hình ảnh và radar với một vật thể phát ra ánh sáng đỏ. Theo báo cáo của Không quân Brasil, sau nỗ lực thu hẹp khoảng cách không thành công, luồng ánh sáng này bỗng dưng "tắt lịm", đồng thời mất liên lạc với radar. Sau đó, trong giây lát bộ điều khiển tại căn cứ không quân Santa Cruz phát hiện 13 biểu đồ radar ngay phía sau JB07, ra lệnh cho máy bay quay 180 độ. Tuy nhiên, khi chiếc F-5E quay đầu, chiến đấu cơ không thu được liên lạc bằng hình ảnh hoặc radar nào cả.
Hai máy bay tiêm kích Mirage 2000 khác đã cất cánh ở Anápolis, nhưng không có bất kỳ liên lạc hình ảnh hay radar nào cả. Tổng cộng, 21 biểu đồ radar đã thu được trong sự kiện này.

## Họp báo
Bộ trưởng Không quân, Chuẩn tướng Octávio Júlio Moreira Lima đã thừa nhận tại một cuộc họp báo vào ngày 23 tháng 5 cùng với các phi công chiến đấu, xác nhận những sự kiện trong ngày 19 và tuyên bố, "Không phải là tin hay không [vào người ngoài hành tinh]. Chúng tôi chỉ có thể đưa ra thông tin kỹ thuật. Có một số giả thuyết. Về mặt kỹ thuật, tôi muốn nói với các bạn rằng chúng tôi không có lời giải thích nào cả".

## Giải mật
Báo cáo chính thức của Không quân Brasil về vụ việc đã được giải mật vào ngày 25 tháng 9 năm 2009. Qua những cân nhắc cuối cùng, tài liệu nêu rõ, trong số những điều khác, rằng các hiện tượng không trung không xác định có khả năng:
- Thay đổi vận tốc của chúng từ cận âm sang siêu âm, cũng như bay lơ lửng;
- Thay đổi độ cao của chúng từ dưới 5.000 đến trên 40.000 feet;
- Phát ra ánh sáng trắng, xanh lục và đỏ hoặc hoàn toàn không phát ra ánh sáng nào cả;
- Tăng tốc hoặc giảm tốc độ đột ngột;
- Quay với bán kính không đổi cũng như quay gấp 90 độ;
- Thể hiện trí thông minh trong khả năng duy trì khoảng cách với người quan sát cũng như bay theo đội hình, mặc dù không nhất thiết phải có phi hành đoàn.[3]